# Municipio de Schrunk
El municipio de Schrunk (en inglés: Schrunk Township) es un municipio ubicado en el condado de Burleigh en el estado estadounidense de Dakota del Norte. En el año 2010 tenía una población de 18 habitantes y una densidad poblacional de 0,2 personas por km².

## Geografía
El municipio de Schrunk se encuentra ubicado en las coordenadas 47°17′39″N 100°24′48″O / 47.29417, -100.41333. Según la Oficina del Censo de los Estados Unidos, el municipio tiene una superficie total de 89.18 km², de la cual 84,72 km² corresponden a tierra firme y (5 %) 4.46 km² es agua.

## Demografía
Según el censo de 2010, había 18 personas residiendo en el municipio de Schrunk. La densidad de población era de 0,2 hab./km². De los 18 habitantes, el municipio de Schrunk estaba compuesto por el 100 % blancos. Del total de la población el 0 % eran hispanos o latinos de cualquier raza.